# Productivitat

Comparació de la productivitat dels països membres de l'OCDE l'any 2007 (mesurada com a unitat de PIB per hores treballades.
Barres blaves: superior a la mitjana de l'OCDE. Barres grogues: per sota de la mitjana.

La productivitat en economia és la mesura de l'eficiència de la producció. És una relació entre la quantitat de recursos utilitzats i els productes o serveis que se n'obtenen. Es pot expressar matemàticament com: :P = producció/recursos
Una productivitat més alta utilitzant els mateixos recursos permet augmentar la rendibilitat d'una empresa. Els augments de productivitat es poden aconseguir mitjançant inversions i bones gestions i relacions laborals.